# Peter Blake
Peter Blake, född 25 juni 1932 i Dartford i Kent, är en brittisk konstnär. Han utbildade sig vid Gravesend Technical College och Royal College of Art, varefter han med hjälp av ett stipendium kunde studera folkkonst runt om i Europa. Han etablerade sig som popkonstnär och blev känd för den breda allmänheten när han skapade omslaget till The Beatles album Sgt. Pepper's Lonely Hearts Club Band från 1967. År 1969 flyttade han till Wellow utanför Bath. År 1975 var han medgrundare av Brotherhood of ruralists, en grupp på sju målare som premierade landsbygdens traditionella kultur och motiv från folktron. Han flyttade tillbaka till London 1979 och har sedan dess växlat mellan samtida och fantastiska ämnen. Han valdes in i Royal Academy of Arts 1981.